# Ptahshepses
Ptahshepses (Ptḥ-Šp.ss, "Ptah exaltat") va ser un alt funcionari de l'antic Egipte. Era gendre del faraó Niuserre Ini de la V dinastia. Va ocupar el càrrec de djati i, com a tal, va ser un dels membres més distingits de la cort reial. El complex de mastaba de Ptahshepses a Abusir és considerat per molts com la tomba no reial més extensa i arquitectònicament única del Regne Antic.

## Biografia
| p · t | H | A51 | s | s | A52 |

| p · t | H | A51 | s | s | A52 |

Segons les inscripcions de la seva tomba, era el perruquer i manicura del faraó, posició ja privilegiada per permetre el contacte amb la família reial. Devia de procedir d'una família de classe social baixa, ja que a la tomba no s'hi esmenta cap dels seus avantpassats. Ptahshepses es va casar una de les princeses d'Egipte, Khamerernebti, i ja com a gendre de Niuserre va acabar sent el personatge de més rang a la cort, en assignar-li el rei el lloc de djati. Va dirigir una administració de funcionaris que controlava el país, inclosa la justícia, ja que era el magistrat suprem.
Amb Khamerernebti, filla del Niuserre i de la reina Reptinub, va tenir cinc fills, que s'esmenten a la seva tomba: Ptahshepses, Kahotep, Qednes i Hemakhti, i una filla anomenada Meritites, que tenia el títol de "filla del rei", tot i ser només la néta d'un rei.

## Descobriment de la Mastaba
El 1843, Richard Lepsius de la Universitat de Berlín va designar el lloc, situat al costat del complex de piràmides de Sahure, com a "piràmide núm. XIX" i posteriorment ho va publicar al seu Denkmaeler aus Aegypten und Aethiopien. L'excavació de Jacques de Morgan del jaciment el 1893 va revelar que el lloc era en realitat part d'una mastaba. No va ser fins uns setanta anys més tard que l'Institut Txec d'Egiptologia va recuperar l'interès pel jaciment amb el descobriment de l'estructura completa en una sèrie d'excavacions de 1960 a 1974 dirigides principalment per Zbyněk Žába i Abdu al-Qereti.

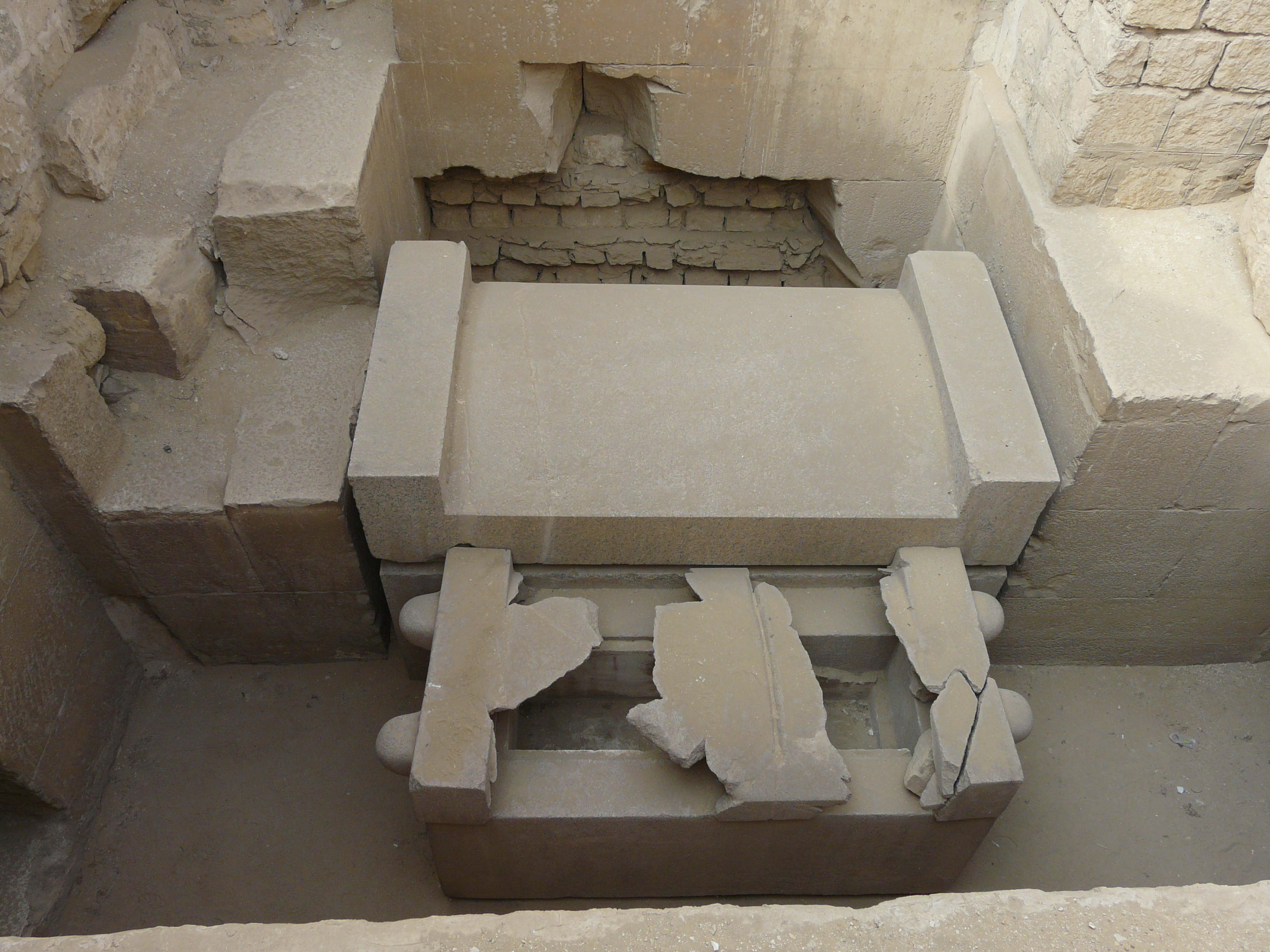
Sarcòfag de Ptahshepses.

La seva mastaba és una de les més grans i més ben acabades de la seva classe, amb una complexa distribució de sales destinades al seu culte funerari i al de la seva dona, enterrada amb ell. Inclou un gran pati amb 20 pilars i diverses càmeres decorades amb baixos relleus, i al fons hi ha dues fosses naviformes, inusual en una tomba privada. La cambra funerària conserva el sarcòfag.